# 古本恭一
古本 恭一（こもと きょういち、1964年 11月30日 - ）は、日本の映画監督、俳優。福岡県出身。映画製作団体古本ダクト主宰。

## 監督作品

### 映画
- The end of the world (1996) 主演 ヨーロッパ9ヶ国11都市に映画祭招待上映
- ヒマワリ (1998) 出演
- アンゴウ (1999) 主演／ぴあフィルムフェスティバル審査員特別賞・みちのく国際ミステリー映画祭招待・函館港イルミナシオン映画祭招待
- アイノ、ウタ (2000) 主演／長岡アジア映画祭審査員特別賞・小津安二郎記念蓼科高原映画祭・短編映画コンクール・Asian Independent Film Forum・TAMAシネマフォーラムある視点部門 入選・函館港イルミナシオン映画祭招待
- 殺人計画 (2004)
- サクラ、サクラ (2004) 松本映画祭グランプリ
- アトムの光 (2004) 小津安二郎記念蓼科高原映画祭短編映画コンクール、グランプリ・みちのく国際ミステリー映画祭入選・Santafe film festival入賞（世界三位）・下北沢短編映画祭グランプリ・小田原映画祭入賞
- シアワセ (2005) フランスクレルモンフェラン国際映画祭招待上映・調布映画祭入選・渋谷ショートフィルムフェスティバル入賞
- 小さき塔 (2007) 出演／SSFF那須AWARD入選
- clignement まばたき (2008) 出演
- ワタシノイエ (2009) 出演／小津安二郎記念蓼科高原映画祭入選・イタリアSANGIO VIDEO FESTIVAL招待
- ラストムービー (2013) 主演／新城映画祭グランプリ・小津安二郎記念蓼科高原映画祭招待・福岡インディペンデント映画祭奨励賞・小坂本町一丁目映画祭招待
- キオリ (2015) 小津安二郎記念蓼科高原映画祭招待
- 松本商店街物語 (2015) 小津安二郎記念蓼科高原映画祭入選・松本商店街映画祭入選・福島自主制作映像祭2019入賞
- 月蝕 (2017) 主演
- 不完全世界 (2019) 出演 スイス国際映画祭 最優秀外国映画賞・ユーラシア国際月間映画祭 最優秀長編映画・アテネ国際デジタルフィルム映画祭 ファイナリスト・コンスタンツァ国際映画祭 入選・コシツェ国際月間映画祭 入選・小津安二郎記念蓼科高原映画祭 招待上映・日本映像グランプリ グランプリ賞 [1][2][3]
- CODE-D魔女たちの消えた家 (2022) - 出演  ロンドン国際月間映画祭  最優秀長編映画・ ストックホルム・シティ映画祭  最優秀長編映画・ ユーラシア国際月間映画祭  最優秀監督賞・ グローバル・インド国際映画祭  最優秀監督賞・ アテネ国際月間アートフィルム・フェスティバル  最優秀演技賞・ フィルミーシー国際映画祭 最優秀長編SF作品賞[4]・イスタンブール・フィルム・アウォード最優秀監督賞・最優秀SF長編映画・小津安二郎記念蓼科高原映画祭 招待上映 ・日本映像グランプリ 優秀社会問題賞
- シュナイドマンの憂鬱 (2024) - 主演 小津安二郎記念蓼科高原映画祭 招待上映 ベルギー国際映画祭最優秀監督賞・最優秀男優賞・最優秀国際短編映画 Santa Dev International Film Festival最優秀監督賞・最優秀男優賞・最優秀国際短編映画 ベスビウス国際映画祭最優秀俳優賞[5][6]

## 出演作品

### 映画
- 金融腐蝕列島〔呪縛〕 原田眞人監督
- 狗神 原田眞人監督
- 突入せよ! あさま山荘事件 原田眞人監督
- オーストリア・ブラジル・ドイツ合作映画 UniversaLove (2008) 日本編主演
- オーストリア・日本・ブラジル合作映画 AUN - The Beginning and the End of All Things(2011)主演 エドガー・ホーネットシュレッガー監督
- 爛れた関係 猫股のオンナ（2019年9月13日、オーピー映画） ‐ 菅原 役[7]
- 人妻の湿地帯 舌先に乱されて（2020年1月24日、オーピー映画） ‐ 北本裕介 役[8]
- 巻貝たちの歓喜（2019）主演 ゆうばり国際ファンタスティック映画祭コンペティション部門入選、ゴールドムービーアワード2020 最優秀外国語映画賞・主演男優賞ノミネート[9]、スウェーデン・フィルム・アウォード（JUNE2020） 主演男優賞・長編映画部門・初長編映画部門、マンハッタンヘンジ国際映画祭2020 最優秀外国長編映画賞、イスタンブール・フィルム・アウォード（JUNE2020）最優秀外国映画賞長編部門、ヴェガス・ムービー・アウォード（JULY2020）インディーズ映画長編部門
- パステロルナ (2021) - 主演 知多半島映画祭 準グランプリ
- 悶々法人 バリキャリ男喰い（2022年3月11日、オーピー映画） - マネージャーの男 役
- 職場秘汁 魔性の指使い（2023年10月20日、オーピー映画）

### テレビドラマ
- タイ日本修好130周年記念ドラマ ROCK LETTER (2017) メインキャスト